# Paralepistemon
Genre
Paralepistemon est un genre de plantes dicotylédones de la famille des Convolvulaceae, tribu des Ipomoeeae, originaire des régions tropicales d'Afrique, qui comprend deux espèces. L'espèce-type est Paralepistemon shirensis. Certains auteurs considèrent que c'est la seule espèce acceptée du genre Paralepistemon, qui serait donc monotypique.
Le genre Paralepistemon a été dissocié des genres Turbina et Ipomoea sur la base d'une particularité morphologique de la fleur. En effet, les étamines sont insérées par leur filaments soudés à  5 écailles staminales élargies présentes dans le tube de la corolle. Ce genre se caractérise aussi par ses fruits, des capsules subligneuses indéhiscentes, comme dans le genre Turbina. Selon des données moléculaires, les genres Paralepistemon et Turbina sont inclus dans le genre Ipomoea.

## Liste d'espèces
Selon Catalogue of Life (6 novembre 2019) :
- Paralepistemon curtoi (Rendle) J. Lejoly & S. Lisowski
- Paralepistemon shirensis (Oliv.) J. Lejoly & S. Lisowski